# الهيئة الخيرية الإسلامية العالمية
الهيئة الخيرية الإسلامية العالمية هي هيئة مستقلة وواحدة من كبريات المؤسسات العالمية في الحقل الإنساني, تأسست الهيئة عام 1984م، ذات أنشطة متعددة تقدم خدماتها للمحتاجين في مختلف المعمورة بدون تمييز أو تعصب، وبعيدا عن التدخل في السياسة أو الصراعات العرقية.

## سبب إنشاء الهيئة
يعود سبب تأسيس الهيئة عندما نادى العلامة يوسف القرضاوي خلال مؤتمر إسلامي كان منعقدا في الكويت بضرورة جمع مليار دولار, واستثماره وينفق ريعه لمواجهة الفقر والجهل والمرض عن طريق إنشاء مؤسسة خيرية يكون شعارها «ادفع دولارا تنقذ مسلما». حظيت الفكرة باستحسان المفكرين والعلماء ورجال الخير، وبدأوا يتحركون باتجاه إنشاء هيئة خيرية عالمية، ومن ثم عرضوا هذه الفكرة على الأمير الشيخ جابر الأحمد الجابر الصباح.
احتضن الشيخ جابر الصباح المشروع وأصدر مرسوماً أميرياً بنشأة الهيئة الخيرية الإسلامية العالمية كمؤسسة عالمية ذات شخصية اعتبارية، يكون مقرها الكويت، ولها أن تنشئ فروعا خارج الكويت.